# Vavilovskaja
Vavilovskaja (Russisch: Вавиловская) is een station van de geplande Troitskaja-lijn van de Moskouse metro. Het station ligt onder de Leninski Prospekt ter hoogte van de Oelitsa Stroitelej.

## Geschiedenis
In 2012 werden twee okroegen ten zuiden van de MKAD door Moskou geannexeerd. Om deze een aansluiting op de metro te bieden werd besloten om met een nieuwe lijn, de Kommoenarka-radius, de vervoerscapaciteit te vergroten. Zodoende kunnen de extra reizigers uit de nieuwe woonwijken worden vervoerd zonder de bestaande lijnen extra te belasten. Deze reizigers zouden dan ten zuiden van de Grote Ringlijn over de nieuwe lijn reizen en zich bij Novatorskaja via de Grote Ringlijn verdelen. 
In november 2017 werd besloten om de lijn toch binnen de Grote Ringlijn door te trekken met het oog op een voorgesteld OV-knooppunt bij ZiL. Dit deeltraject noord bestond destijds uit drie stations waarvan het zuidelijkste onder het Plein van de 60e verjaardag van de Sovjet-Unie zou komen. Het tracébesluit van begin 2019 legde het station iets verder naar het zuiden en gaf het de naam Oelitsa Stroitelej. Nadat in 2020 was besloten om de lijn ook ten zuiden van Kommoenarka te verlengen tot Troitsk, werd de naam van de lijn op 20 juli 2021 gewijzigd in Troitskaja-lijn en die van het station in Vavilovskaja. Het is de bedoeling de lijn tussen ZiL en Kommoenarka, en daarmee ook het station, rond de jaarwisseling 2024/2025 te openen.     

## Ontwerp
Het ontwerp van het station werd in januari 2021 door de Commissie voor Architectuur en Stedenbouw van de stad Moskou goedgekeurd. Het station heeft een rij V-vormige kolommen in het midden van het perron, die op de kopse kanten bekleed met spiegelend materiaal en aan de spoorzijde met gele panelen die verwijzen naar constructiebevestigingsmiddelen De tunnelwanden bij de perrons en de vloer zijn bekleed met wit marmer en zwart graniet. In de stationshal staat in het midden een rij rechthoekige zuilen die bekleed zijn met donkergekleurde metalen panelen.

## Chronologie
De bouwleiding is in handen van Mosinzjproject, de uitvoerder van het ontwikkelingsprogramma van de Moskouse metro.
- 20 december 2021 : Tunnelboormachine, type S-831, Marina begint met het boren van de 2470 meter lange tunnelbuis (buitenbocht) naar Akademitsjeskaja.
- 18 januari 2022 : Tunnelboormachine Olga begint met het boren van de 2450 meter lange tunnelbuis (binnenbocht) naar Akademitsjeskaja.
- 19 april 2022 : Begin van het storten van het beton en de ruwbouw van het station.
- 7 oktober 2022 : Tunnels aan de zuidkant tussen het station en Novatorskaja zijn gereed.